# Xenia bauiana
Xenia bauiana är en korallart som beskrevs av May 1899. Xenia bauiana ingår i släktet Xenia och familjen Xeniidae. Inga underarter finns listade i Catalogue of Life.